# 남구 (2024년 부산 선거구)
남구는 대한민국의 국회의원 선거구이다. 부산광역시 남구 지역을 관할한다. 현 지역구 국회의원은 국민의힘의 박수영이다.

## 역사
제22대 국회의원 선거를 앞두고 남구 갑, 남구 을 선거구가 통합됨에 따라 신설되었다.

## 관할 구역
| 대수  | 관할 구역 |
| ----- | --------- |
| 22대~ | 남구 일원 |

## 역대 국회의원
| 선거   | 정당 | 정당     | 의원   |
| ------ | ---- | -------- | ------ |
| 2024년 |      | 국민의힘 | 박수영 |

## 역대 선거 결과

### 대한민국 제22대 국회의원 선거
|  | 54.40% |

|  | 45.59% |

## 같이 보기
- 부산 남구의 국회의원